# James M. Robinson
James M. Robinson (30 de junho de 1924 – 22 de março de 2016) foi Professor Emérito de Religião na Universidade de Claremont, Claremont (Califórnia). James foi membro do Jesus Seminar e indiscutivelmente o mais proeminente estudioso do Documento Q e da Biblioteca de Nag Hammadi no século XX. Ele também foi um grande contribuidor do International Q Project, atuando como editor da maior parte de suas publicações. Lançou as bases para o trabalho seminal de John S. Kloppenborg sobre a história da composição do Documento Q.

## Obras
- «Preaching». Hastings' Dictionary of the Bible (em inglês). Nova Iorque: Charles Scribner's Sons. 1963 Editado por Frederick C. Grant e H. H. Rowley.
- The Problem of History in Mark. Studies in Biblical Theology (em inglês). Londres: SCM. 1957
- A New Quest of the Historical Jesus. Studies in Biblical Theology (em inglês). Londres: SCM. 1959
- Trajectories Through Early Christianity (em inglês). Filadélfia: Fortress, 1971. Reprinted, Eugene, OR: Wipf & Stock. 2006 Com Helmut Koester.
- The Future of Our Religious Past: Essays in Honor of Rudolf Bultmann (em inglês). Nova Iorque: Harper & Row. 1971 Editor.
- The Nag Hammadi Library in English (em inglês). 1977; 4th ed 1996. Leiden: Brill Editor geral.
- The Fifth Gospel: The Gospel of Thomas Comes of Age (em inglês). Harrisburg, PA: Trinity. 1998 Com Stephen J. Patterson.
- The Critical Edition of Q. Hermeneia Supplements (em inglês). Minneapolis: Fortress. 2000 Co-editor com Paul Hoffmann e John S. Kloppenborg.
- The Sayings Gospel Q in Greek and English (em inglês). Minneapolis: Fortress. 2002 Editor.
- The Gospel of Jesus: In Search of the Original Good News (em inglês). San Francisco: HarperSanFrancisco. 2005
- The Sayings Gospel Q: Collected Essays (em inglês). [S.l.]: Peeters. 2005 Editado por Christoph Heil e Joseph Verheyden.
- The Secrets of Judas: The Story of the Misunderstood Disciple and His Lost Gospel (em inglês). Nova Iorque: HarperSanFrancisco. 2006
- Jesus according to the Earliest Witness (em inglês). Minneapolis: Fortress. 2007
- Language, Hermeneutic, and History: Theology after Barth and Bultmann (em inglês). Eugene, OR: Cascade Books. 2008